# سي. بي. جوشي
سي. بي. جوشي هو بروفيسور وسياسي هندي، ولد في 29 يوليو 1950 في ناتدوارا في الهند. نشط حزبياً في المؤتمر الوطني الهندي. وقد انتخب Minister of Road Transport and Highways (India) ‏ وانتخب عضو لوك سابها الخامس عشر ‏ عن دائرة Bhilwara Lok Sabha constituency ‏ (2009 – ).